# 玉口象法螺
玉口象法螺（学名：Cymatium springsteeni）为法螺科梭法螺屬下的一个种。